# 2020年捷克公寓火災
2020年捷克公寓火灾發生於2020年8月8日，在距离捷克首都布拉格仅300公里的博胡明Nerudova街的13层楼高的公寓发生大火，造成11名居民死亡，其中包括3名儿童。此次火災是捷克共和国历史上最严重的火灾事件。发生火灾的建筑物隸屬於博胡明市政廳。

## 事故
根据摩拉維亞-西里西亞州州长馮德拉克的說法，8月8日晚上约6點40分，公寓着火，第11层楼全部被燒毁。据报道，有6人在大火中遇难，另有5人为躲避大火从11楼的公寓阳台跳下遇难，其中還包括一只宠物狗。另外十人受伤，其中包括两名消防员以及一名警察。
据报道，捷克内政部长哈馬切克表示此次火災是一起人為纵火，是由于长期的邻里纠纷所造成的。警方拘留了一名與縱火有關的的嫌疑人。